# Zatrephes ockendeni
Zatrephes ockendeni là một loài bướm đêm thuộc phân họ Arctiinae, họ Erebidae.